# 別世界からのメッセージ
『別世界からのメッセージ』（原題: Dispatches from Elsewhere、ディスパッチズ・フロム・エルスウェア）は、2020年に放送されたアメリカ合衆国のテレビドラマシリーズである。2013年のドキュメンタリー映画"The Institute"に基づく。出演は、ジェイソン・シーゲル、アンドレ・3000、イヴ・リンドリー、リチャード・E・グラント、サリー・フィールドなど。ショーランナー、脚本、主演をジェイソン・シーゲルが務める。アメリカでは2020年3月1日からAMCで放送された。日本では2020年5月からAmazonプライム・ビデオで日本語字幕版・吹き替え版が配信された。

## 概要
シリーズはフィラデルフィアを舞台とし、平凡な毎日の生活から逃れ謎のゲームに参加する、面識もなく性格も異なる4人を描く。出演者たちは”第四の壁”を破り、視聴者に話しかける。

## あらすじ
退屈な日常を送るデータエンジニアのピーター、トランスウーマンのシモーン、高い知性を持つがパラノイア気味のフレドウィン、昏睡状態の夫を抱える老女のジャニスは、謎を秘めたジェジューン協会の入門に誘われる、これに対抗する別世界組合との争いに巻き込まれる。これが真実なのかマーケティングなのか陰謀なのかそれともゲームなのか、意見を異にしながらも4人は協力して謎を解こうとし、クララという壁画アーティストが鍵となっていることを知る。やがて彼らはすべてがゲームであり、クララは20年前に死んだアーティストであると聞かされる。ゲームは4人の人生に影響を残し、ピーターとシモーンは付き合い始め、夫を亡くしたジャニスは大学に通い始め、フレドウィンはクララの謎にとらわれる。ジャニスはゲームの創作者のリーを見つけ、4人はクララがリーの苦悩を擬人化した架空の存在であると知る。
実世界のジェイソン・シーゲルはキャリアに悩み、別世界に関わるゲームに参加して創作のヒントを得る。自分の苦悩を擬人化した少年の姿を見て、脚本を書き、ドラマシリーズを製作する。

## キャスト

### メイン
- ジェイソン・シーゲル
  - 役 -  ピーター
  - 音楽ストリーミング会社に勤める孤独なデータエンジニア
- アンドレ・3000
  - 役 -  フレドウィン
  - 高い知性を持つがパラノイア気味の男性
- イヴ・リンドリー（英語版）
  - 役 -  シモーン
  - 美術館勤務のトランスジェンダー女性。
- リチャード・E・グラント
  - 役 -  オクタビア・コールマン
  - ジェジューン協会会長。
- サリー・フィールド
  - 役 -  ジャニス
  - 病気の夫を抱えた老女。

### リカーリング
- タラ・リン・バー
  - 役 -  ジャニス（若い頃）
- セシリア・バラゴット
  - 役 -  クララ
  - アーチストの少女
- シェリーズ・ブース
  - 役 -  リー
  - ゲームの創作者
- トラヴィス・バーネット
  - 役 -  道化のメークをした少年
- ジョー・フォーブリッチ
  - 役 -  ミルクマン

ミルクを運ぶ男。

## エピソード
| 通算 話数 | タイトル                             | 監督                 | 脚本                                                                                 | 放送日        | U.S.視聴者数 (百万人) |
| --- | ------------------------------------ | -------------------- | ------------------------------------------------------------------------------------ | ------------- | --------------------- |
| 1 | "ピーター" "Peter"                   | ジェイソン・シーゲル | ジェイソン・シーゲル                                                                 | 2020年3月1日  | 0.938                 |
| オクタビオ・コールマンが視聴者にピーターを紹介する。ピーターはフィラデルフィアの音楽ストリーミング会社に勤める、退屈な人生を送る男である。ある夜、仕事帰りのピーターは奇妙なポスターを見つけて電話をし、ジェジューン協会のオフィスを訪れる。だがピーターは協会に対する警告を受け取って逃げ、別世界組合の司令官14と称する人物からの指示に従った訪れた店でシモーンに会って二人は協力してパズルを解く。ピーターは再び指示に導かれてシモーン、フレドウィン、ジャニスに会い、4人はクララを見つけるよう指示される。ジャニスはゲームはおふざけだと思い、フレドウィンは陰謀だと思い、シモーンはマーケティングだと思い、ピーターは真実だと思う。シモーンは店を出て二人の男に襲われる。 |                                      |                      |                                                                                      |               |                       |
| 2 | "シモーン" "Simone"                  | Wendey Stanzler      | ジェイソン・シーゲル                                                                 | 2020年3月2日  | 0.352                 |
| オクタビオは美術館で働くトランスウーマンのシモーンを視聴者に紹介する。シモーンは”魚の餌”と書かれた電池を受け取る。魚のおもちゃを受け取ったピーターに会う。二人はフィッシュタウンに行き、手がかりを追って屋上に行き、壁画に覆われた街を目にする。シモーンはダイナーでジャニスとフレドウィンに会い、別世界組合の抗議集会とジェジューン協会の株主総会のどちらに行くか選択肢を与えられる。4人はまず抗議集会に行くが、フレドウィンはオクタビオのリムジンに忍び込んで株主総会に行く。 |                                      |                      |                                                                                      |               |                       |
| 3 | "ジャニス" "Janice"                  | Michael Trim         | Jordan Harrison & ジェイソン・シーゲル                                               | 2020年3月9日  | 0.240                 |
| オクタビオはジャニスを視聴者に紹介する。ジャニス、ピーター、シモーンはフレドウィンが忍び込んだオクタビオのリムジンを追いかけ、劇場に入る。オクタビオは3人に出くわし、ジャニスを株主総会の客席に座らせる。ジャニスは失踪したクララが残した発明”アイデア”のデモンストレーションに立候補し、ステージに登りVRで自分の結婚式を追体験するが、若い頃の自分と対話して独立心のなさを馬鹿にされる。司令官14率いる別世界組合の抗議者が株主総会に乱入して混乱を作り出す。ジャニス、シモーン、ピーターは劇場から脱出してフレドウィンに会う。彼は協会と組合が筋書きに従う同じ組織だと主張するが、他の3人は同意しない。ジャニスは帰宅し、今日体験した出来事を昏睡状態の夫に語る。窓の外から道化のメークアップをした少年がそれを見る。 |                                      |                      |                                                                                      |               |                       |
| 4 | "フレドウィン" "Fredwynn"            | Michael Trim         | Qui Nguyen                                                                           | 2020年3月16日 | 0.279                 |
| オクタビオが視聴者にフレドウィンを紹介する。リムジンのトランクに隠れたフレドウィンは見つかってクローゼットに閉じ込められる。脱出してジャニスの見せられたVR映像を調整する部屋に入る。翌日、4人はダイナーで再会する。フレドウィンはこれが個人データを集めようとする秘密組織の陰謀だと主張するが他の3人は真に受けない。夜、眠れないフレドウィンはその日の出来事を振り返り、ジャニスの家を訪れる。二人はジャニスの”記憶の宮殿”を探り、結婚式のVRの記憶を解読してある住所を手に入れる。二人はシモーンとピーターを連れてその住所に行き、隠し扉を見つける。 |                                      |                      |                                                                                      |               |                       |
| 5 | "クララ" "Clara"                     | Alethea Jones        | Mark Friedman                                                                        | 2020年3月23日 | 0.212                 |
| 4人は隠し扉を通って家に入り、クララの肖像画と壁に書かれたクララの人生を語る物語を読む。クララは退屈なフィッシュタウンに生まれ、3人の友達と別世界組合を創設しフィッシュタウンに壁画を描いて美しい場所に変えようとする。次の日、クララに触発されたピーターは仕事を辞める。4人は昨夜の家に戻り、再びクララの物語を読み始める。オクタビオは世界を変えようとクララをジェジューン協会に誘うが、クララは辞退して姿を消す。クララの壁画の写真が20年前に撮られており、クララの物語は真実であることがわかる。。 |                                      |                      |                                                                                      |               |                       |
| 6 | "みんな" "Everyone"                  | Ariel Kleiman        | Eva Anderson                                                                         | 2020年3月30日 | 0.228                 |
| 4人はダイナーで今夜ゲームが終わるというメッセージを受け取る。ピーターはフレドウィンを助けて彼の陰謀説を追い、ジャニスとシモーンはクララを探す。ピーターは自分の前の会社が絡んでいることに気づき、フレドウィンと二人で元の職場に潜入し、ゲームで流れた曲のプレイリストに最後にアクセスしたIPアドレスを得る。ジャニスとシモーンはクララの壁画の残されたアパートを見つけ、新聞社でクララ・トーレスというフルネームを知り、かつてジャニスも入院し今はアパートに改築された精神病院に行き着く。4人はそこで合流し、IPアドレスが指すペントハウスに入って荒らされた様子を目にする。TVではオクタビオと司令官14が並んでクララは捕らえられたと語る。 |                                      |                      |                                                                                      |               |                       |
| 7 | "ケルピウスの洞窟" "Cave of Kelpius" | Marta Cunningham     | Ashley Lyle & Bart Nickerson                                                         | 2020年4月6日  | 0.292                 |
| ミルクを飲む男がペントハウスに入って来るが逃げ出す。4人は男を追って地下のトンネルに入り、それぞれクララを求めるジェジューン協会のプレイヤーと別世界組合のプレイヤーたちに会う。オクタビオと司令官14が人々の前に現れるが、司令官14はオクタビオと同じ顔をしている。二人はクララを人々に紹介し、すべてはゲームであったと告げる。だがピーターは信じず、ステージに上がり恥をかく。全員がゲーム終了を祝うパーティーに出席する。フレドウィンはゲームの企画者を探す。シモーンは沈んだピーターを慰める。ピーターは勇気を振り絞ってシモーンとの新たな関係に踏み出す。帰りかけたジャニスはゲームの企画者のリーを見つけ、クララは実在したが彼女のせいで死んだと聞かされる。 |                                      |                      |                                                                                      |               |                       |
| 8 | "リー" "Lee"                         | Michael Trim         | 原案:Ashley Lyle & Bart Nickerson & Bianca Ursillo 脚本:Ashley Lyle & Bart Nickerson | 2020年4月13日 | 0.269                 |
| クララを死なせたことを後悔する企画者のリーがゲームを立案・進行した様子が語られる。リーはクララの墓所の住所をジャニスに教え、4人が翌日訪れる。墓所にあったテープでは、クララが人々の世界の見方を変えるアートを語る。クララはリーのゲームに影響を与えたのち20年前に死んだことがわかる。ピーターとシモーンはデートするが、シモーンはピーターの世間知らずについていけない。ジャニスの夫は再発作を起こし、フレドウィンに付き添われたジャニスは生命維持装置を外すことにする。4人は葬式に出席し、フレドウィンはゲームで使われた各自の個人ファイルを渡す。夜、フレドウィンは墓所に忍び込み、クララの骨壺にはキャンディしか入っていないことに気づく。 |                                      |                      |                                                                                      |               |                       |
| 9 | "創造者" "The Creator"               | キース・ゴードン     | 原案：Mark Friedman 脚本：Ashley Lyle & Bart Nickerson                               | 2020年4月20日 | 0.212                 |
| フレドウィンがピーターを視聴者に紹介する。ピーターはシモーンに認められるために自分探しを1年間続ける。ジャニスは逃げることを止めるようシモーンを促す。ピーターとシモーンは再会し、関係を始める。ジャニスは大学に通い始める。ゲームから1年の記念日に3人は集まるがフレドウィンは姿を見せない。3人はフレドウィンの家に行き、クララの謎の探求にとりつかれて麻痺状態に陥った彼の姿を見る。3人はフレドウィンをクララの家に連れて行きリーに会わせる。リーは、クララはビジネス上の成功のために自分が捨てたアーティスト的な部分を擬人化したものであり、ゲームは自分とその部分を再び結びつけるためのものだったと告白する。道化のメークをした少年が姿を現し、ピーターは少年と一緒に立ち去る。 |                                      |                      |                                                                                      |               |                       |
| 10 | "少年" "The Boy"                     | Charlie McDowell     | ジェイソン・シーゲル                                                                 | 2020年4月27日 | 0.198                 |
| フラッシュバックで、道化のメークをしていた少年が幼くして俳優になると決めて両親に告げ、努力を重ねて成功するが、やがて疲れを覚え始める。 ジェイソン・シーゲルは人生の進むべき道が見つからないことを互助会で嘆く。会の参加者のシモーンから”別世界”への葉書をもらい、そこに書かれた住所に行ってフィラデルフィアの街を巡る不思議なゲームに参加し、ジャニスに会って、『別世界からのメッセージ』のストーリーのヒントを得る。 4か月後、脚本を仕上げたジェイソンはシモーンに見せるが、自分の欠点が描かれておらず何かが足りないと言われる。道化のメークをした少年が現れて自分はジェイソンのキャリアの苦闘を擬人化したものだと告げ、そろそろ成長しろと言い放つ。ジェイソンは脚本を映像化しようとして助けを求める。 ジェイソンはシモーン、ジャニス、フレドウィンと映像化されたシリーズをテレビで見る。最終回は自分本位過ぎると感想を言われる。ジェイソンはすべてのキャストとスタッフを呼び、視聴者に感謝する。オクタビオが視聴者に話しかけ、視聴者の投稿したビデオを見せ、我々が互いを見つけた時に変化が訪れると語る。 |                                      |                      |                                                                                      |               |                       |

## 製作
2018年7月28日、AMCが本作の製作を決定したことが発表された。サンフランシスコを舞台にしたリアリティゲーム「Jejune Institute」を描いた2013年のドキュメンタリー映画『The Institute』を原作とし、ジェイソン・シーゲルが製作総指揮、ショーランナー、脚本を担当した。
2019年7月、ペンシルバニア州フィラデルフィアで撮影が開始された。
第1シーズン放送後の2020年4月のインタビューで、ジェイソン・シーゲルは第2シーズンの可能性についてコメントしている。

## 評価

### 批評
本作は批評家から高い評価を受けている。批評集積サイトのRotten Tomatoesに36件のレビューがあり、批評家支持率は86%、平均点は10点満点で7.18点となっている。また、Metacriticには16件のレビューがあり、加重平均値は66/100となっている。